# Joseph Hammons
Joseph Hammons (* 3. März 1787 in Cornish, York County, Massachusetts; † 29. März 1836 in Farmington, New Hampshire) war ein US-amerikanischer Politiker. Zwischen 1829 und 1833 vertrat er den Bundesstaat New Hampshire im US-Repräsentantenhaus.

## Werdegang
Joseph Hammons wurde 1787 in Cornish im heutigen Maine geboren. Er besuchte sowohl öffentliche als auch private Schulen. Nach einem Medizinstudium in Ossipee (New Hampshire) begann er ab 1817 in Farmington als Arzt zu praktizieren. Politisch war Hammons ein Anhänger von Andrew Jackson, in dessen Demokratische Partei er eintrat.
Bei den Kongresswahlen des Jahres 1828, die staatsweit abgehalten wurden, wurde er für das dritte Abgeordnetenmandat von New Hampshire in das US-Repräsentantenhaus in Washington, D.C. gewählt, wo er am 4. März 1829 die Nachfolge von David Barker antrat. Nach einer Wiederwahl im Jahr 1830 konnte er bis zum 3. März 1833 zwei Legislaturperioden im Kongress absolvieren. Diese Zeit war von den Diskussionen um die Politik von Präsident Jackson überschattet. Dabei ging es unter anderem um den Plan zur Zerschlagung der Bundesbank, den Konflikt mit dem Staat South Carolina, der zur Nullifikationskrise führte, und die Durchsetzung des Indian Removal Act.
Nach dem Ende seiner Zeit im Repräsentantenhaus wurde Hammons Posthalter in Dover. Dieses Amt bekleidete er zwischen Juni 1833 und seinem Tod am 29. März 1836.